# Радзаново
Радзаново (пол. Radzanowo) — село в Польщі, у гміні Радзаново Плоцького повіту Мазовецького воєводства.
Населення — 1221 особа (2011).
У 1975-1998 роках село належало до Плоцького воєводства.

## Демографія
Демографічна структура станом на 31 березня 2011 року:
|          | Загалом | Допрацездатний вік | Працездатний вік | Постпрацездатний вік |
| -------- | ------- | ------------------ | ---------------- | -------------------- |
| Чоловіки | 592     | 142                | 410              | 40                   |
| Жінки    | 629     | 141                | 393              | 95                   |
| Разом    | 1221    | 283                | 803              | 135                  |